# Wapen van Poortugaal

Het wapen van Poortugaal

Het wapen van Poortugaal  werd officieel aan de gemeente Poortugaal toegekend op 24 juli 1816. Het wapen was in gebruik totdat de gemeente in 1985 werd opgeheven. Elementen uit het wapen van Poortugaal zijn gebruikt in het wapen van de nieuwe gemeente Albrandswaard.

## Blazoen
De officiële beschrijving, ook wel blazoenering genoemd, van het wapen van Poortugaal luidde als volgt:
Van keel, beladen met 5 schilden van goud, staande kruisgewijze, op elk schild 5 starren van lazuur, geplaatst en sautoir.
Dat betekent: een rood schild met kruislings daarop geplaatst vijf gouden schildjes die elk voorzien zijn van vijf, in 2-1-2-formatie geplaatste, blauwe sterren. De beschrijving maakt geen melding van het aantal punten, maar op de tekening in het instellingsregister van de Hoge Raad van Adel hebben de sterren acht punten.
Het wapen werd gedekt door een vijfbladige gouden markiezenkroon.

## Herkomst
Omdat de namen Poortugaal en Portugal en de wapens van beide grote overeenkomsten vertonen, wordt vermoed dat inwoners van de plaats gedurende de kruistochten kennismaakten met de Portugezen en zij het nieuw ingedijkte gebied (het gebied is tussen de 12e en 13e eeuw bedijkt) daarom naar het gebied van de Portugezen vernoemden. Oudere afbeeldingen van het wapen vertonen ook een schild dat nog meer op het wapen van Portugal lijkt dan het huidige wapen van Poortugaal.

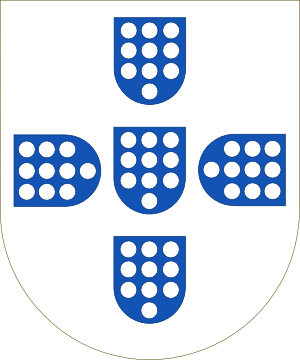
Wapen van Portugal tussen 1139 en 1247
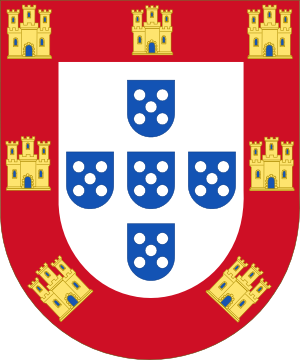
Wapen van Portugal tussen 1481 en 1910

Het wapen van Portugal is van zilver met daarin vijf blauwe kruisgewijs geplaatste schildjes met op elk schildje vijf zilveren kruisgewijs geplaatste ballen. Het veld is omgeven door een rode zoom met daarop zeven gouden burchten. Deze staan 3-2-2.
Hoewel de naam Poortugaal uit de tijd van de kruistochten stamt, werd het wapen pas in de 15e eeuw ontworpen. Het is gebaseerd op een variant van het wapen van Portugal dat werd gebruikt tussen 1139 en 1247. Dat wapen is zelf weer gebaseerd op het wapen van de eerste Portugese koning Alfons I. Dat wapen was zilver van kleur met een blauw kruis er op. Het kruis was aan het schild genageld, deze nagels werden uiteindelijk de zilveren ballen.
De variant waarop het wapen van Poortugaal is gebaseerd, had de rode zoom met gouden burchten erin nog niet, waarmee het meer oogt als het wapen dat Alfons III gebruikte. De zoom werd in de 14e eeuw toegevoegd en in de 15e eeuw werd het aantal burchten vast gesteld op zeven. Het wapen van Poortugaal heeft deze zoom niet, hierdoor wordt vermoed dat dit wapen al in gebruik was voordat Alfons III het zijne in 1245 in gebruik nam.